# Scotopteryx virgaria
Scotopteryx virgaria är en fjärilsart som beskrevs av Eugen Johann Christoph Esper 1806. Scotopteryx virgaria ingår i släktet backmätare, och familjen mätare. Inga underarter finns listade.